# Guangzhouwan
Guangzhouwan (també Quang- o Kouang-Tchéou-Wan, Kwangchowan o Kwang-Chou-Wan), amb el significat de "Badia de Guangzhou", fou un petit enclavament de la costa meridional de la Xina cedida per la dinastia Qing xinesa a França com a territori en arrendament i administrat com un exclavament de la Indoxina francesa. El territori no va experimentar el ràpid creixement en població d'altres zones de la costa xinesa, passant de 189.000 habitants en 1911 a només 209.000 en 1935. Les indústries locals incloïen la navegació comercial i la mineria de carbó.
Japó va ocupar el territori el febrer de 1943. Els francesos el van recuperar breument en 1945 abans de retornar-lo a la Xina en 1946, moment en què fou restaurat el seu nom original de Zhanjiang. La capital del territori era Fort-Bayard, també conegut en cantonés com Tsamkong. Més tard fou romanitzat en pinyin com Zhanjiang pel govern xinès en 1958.

## Geografia
El territori arrendat estava situat a la Província de Guangdong (o Kwangtung) en el costat est de la Península de Leizhou, al nord de Hainan, al voltant de la badia llavors anomenada Kwangchowan, ara anomenada Port de Zhanjiang. La badia forma l'estuari del riu Maxie (en xinès: Maxie He; en francès: Rivière Ma-The). El Maxie és navegable fins a 19 km terra endins fins i tot per grans vaixells. El territori cedit a França incloïa les illes de l'interior de la badia, que englobava una àrea de 29 km de llarg per 10 km d'ample i una profunditat mínima d'aigua de 10 metres. Les illes van ser reconegudes en aquest moment com una defensa natural admirable, on l'illa principal era Donghai Dao. Els límits de la concessió terra endins van ser fixats el novembre de 1899; en el marge esquerre del Maxie, França va obtenir de la prefectura de Gaozhou (Kow Chow Fu) una franja de territori de 18 km per 10 km, i en el marge dret una franja de 24 km per 18 km de la prefectura de Leizhou (Lei Chow Fu). La superfície total de terra del territori arrendat era de 1.300 km². La ciutat de Fort-Bayard (Zhanjiang) va ser desenvolupat com a port.

## Història

### Establiment del govern francès i desenvolupament primerenc

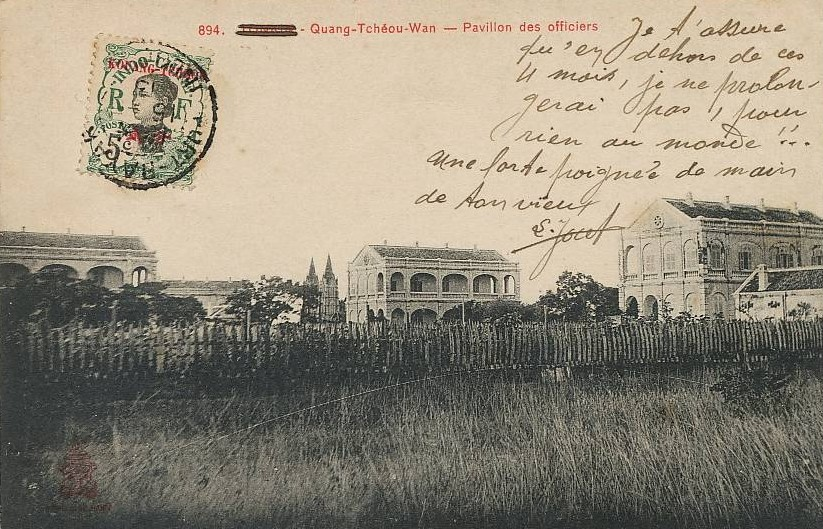
Fort-Bayard al voltant de 1910

Kwangchowan va ser arrendat per Xina a França, d'acord amb el Tractat de 12 d'abril de 1898, a 27 de maig com Territoire de Kouang-Tchéou-Wan, per contrarestar el creixent poder comercial de la britànica Hong Kong. La seva colònia va ser descrita com "comercialment poc important però de situació estratègica"; la major part de les energies de França es van dirigir a la seva administració de la Indoxina francesa, i la seva principal preocupació a la Xina era la protecció dels missioners catòlics, més que la promoció del comerç. Kwangchowan estava efectivament sota l'autoritat del Resident Superior francès a Tonkín (al seu torn sota supervisió del Governador General en la Indoxina francesa, també en Hanoi); el Resident francès estava representat localment per Administradors.

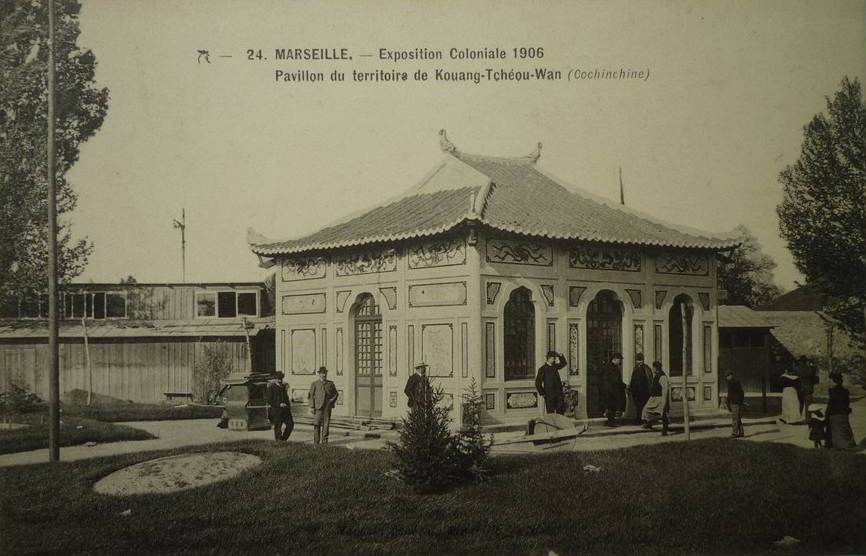
Pavelló de Kouang-Tchéou-Wan en l'Exhibició Colonial Marsellesa.

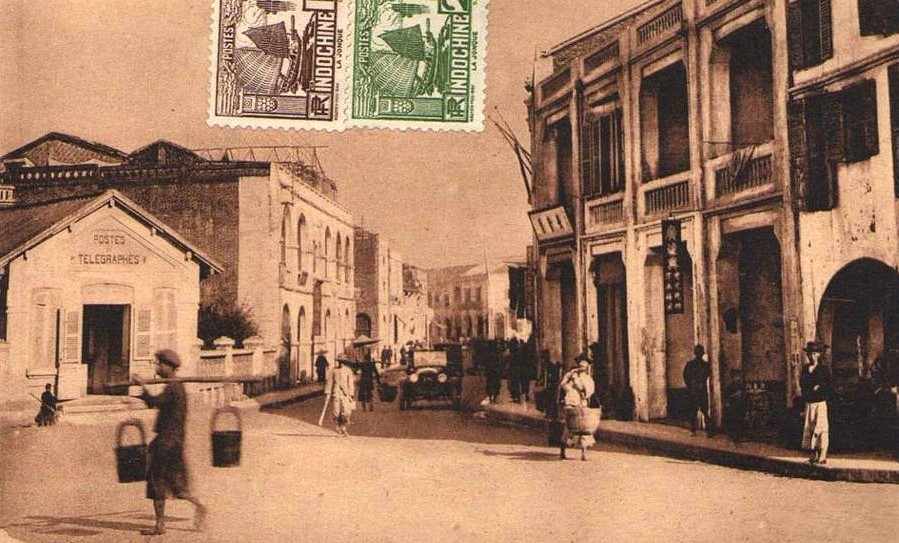
Edifici de Correus i Telègrafs a Po Teou, Kouang-Tchéou-Wan.

Ultra el territori adquirit, a França se li va concedir el dret de connectar la badia per ferrocarril amb la ciutat i el port situats en el costat oest de la península; no obstant això, quan van intentar prendre possessió de les terres per construir el ferrocarril, forces del govern provincial van oferir resistència armada. Com a resultat, França va demandar i va obtenir drets miners exclusius en les tres prefectures limítrofes. La població registrada en 1911 va ser de 189.000 habitants. La devolució del territori arrendat a la Xina va ser promès per França en la Conferència Naval de Washington de 1921-1922 però aquest pla mai va ser dut a terme.
En 1931, la població de Kwangchowan havia aconseguit els 206.000 habitants, donant a la colònia una densitat de població de 245 habitants per km²; virtualment tots eren xinesos, i només es van registrar 266 ciutadans francesos i altres quatre europeus. Les indústries locals incloïen la navegació comercial i la mineria. El port era també popular entre els contrabandistes; abans de la cancel·lació de 1928 de la prohibició d'exportar aeronaus pels Estats Units, Kunagchowan també va ser utilitzada com a parada pels contrabandistes cantonesos que transportaven aeronaus militars adquirides a Manila fins a la Xina, i els registres nord-americans esmenten almenys un contrabandista de drogues que recollia opi i emigrants xinesos per ser passats de contraban als Estats Units des d'allà.

### Segona Guerra Mundial
Després de la caiguda de París en 1940, la República de la Xina va reconèixer el govern de la França Lliure exiliat a Londres com l'autoritat legítima sobre Kwanchowan i va establir-hi relacions diplomàtiques; des de juny de 1940 fins a febrer de 1943, la colònia va romandre sota l'administració de la França Lliure. Aquest és un fet interessant, ja que Kwangchowan havia estat governat per la Indoxina francesa, i que les autoritats aquí eren lleials al Règim de Vichy. L'explicació pot residir en el fet que Kwanchowan estava totalment envoltada per la Xina Lliure i que els japonesos no van ocupar aquesta part de la costa xinesa.

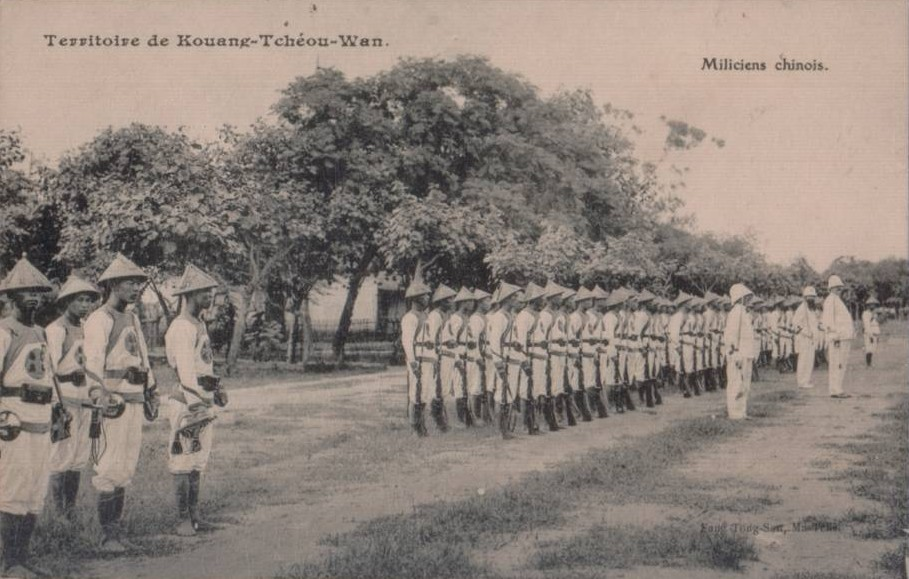
Milícia colonial amb oficials francesos.

Durant l'ocupació japonesa de Hong Kong, Kwangchowan va ser sovint utilitzada com una parada intermèdia en una ruta d'escapatòria per a civils que fugien de Hong Kong i intentaven aconseguir arribar a la Xina Lliure; Patrick Yu, un prominent advocat, recorda en les seves memòries com civils japonesos a Hong Kong el van ajudar a escapar per aquesta via. No obstant això, la ruta d'escapament no romandria oberta per gaire temps; en col·laboració amb la França de Vichy controlada per Alemanya, que va renunciar a la concessió en favor del Govern Nacional Xinès patrocinat per Japó (el Govern Nacional Xinès també es proclamava successor de l'antic Imperi xinès), l'Exèrcit Imperial Japonès envairia i ocuparia la regió al febrer de 1943.
Just abans de la rendició japonesa que va acabar amb la Segona Guerra Mundial, l'Exèrcit Nacional Revolucionari, havent recapturat Liuzhou, Guilin, i Taizhou, així com Lashio i Mandalay a Birmània, estava planificant llançar un assalt a gran escala sobre Kwangchowan; no obstant això, a causa de la fi de la guerra, l'assalt mai es va materialitzar. L'arrendament francès sobre Guangzhouwan aviat es donaria per acabat sense miraments, sota un acord conclòs el 28 de febrer de 1946. A canvi de la retirada de força xineses del nord de Vietnam, França no només va retornar Kwangchowan al govern Nacionalista, sinó que també va abandonar els drets extraterritorials en Shanghái, Hankou, i Guangzhou, va vendre la Línia Fèrria de Yunnan a la Xina, i va acordar proporcionar un tracte especial per a la minoria ètnica xinesa a Vietnam i preveure l'exportació de béns xinesos a Vietnam. Després del lliurament, el Govern Xinès de Zhanjiang va ser formalment establert per administrar la ciutat.

## Influència cultural i econòmica francesa

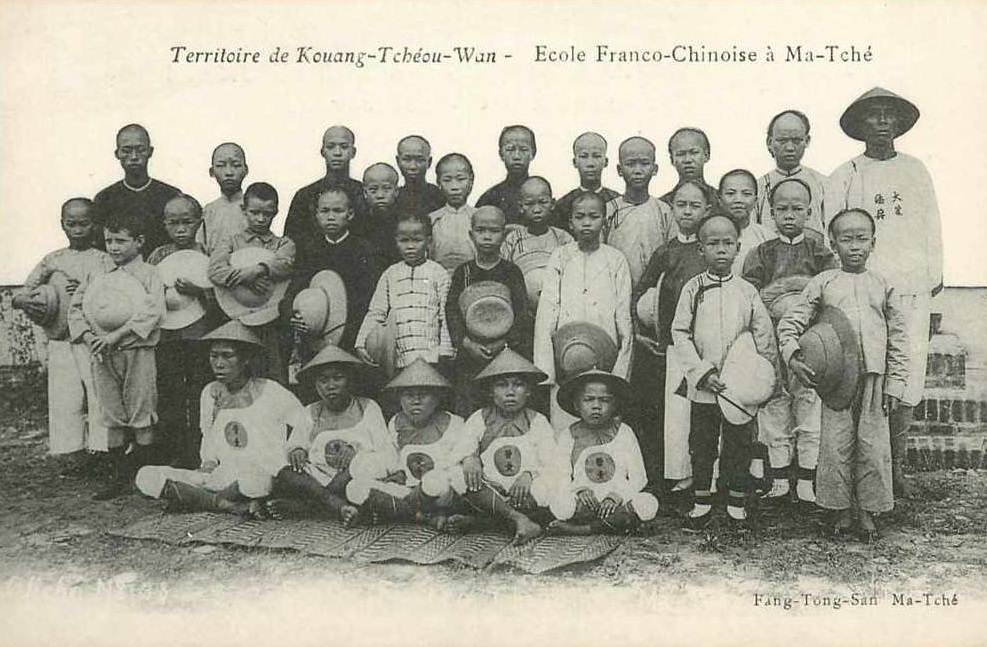
Alumnes i professors de l'École Franco-Chinoise.

Una escola en llengua francesa, l'École Franco-Chinoise de Kouang-Tchéou-Wan, així com una sucursal de la Banque de l'Indochine, van ser fundades a Fort-Bayard. A més, una església catòlica construïda durant el període colonial encara es conserva en l'actualitat.